# Тангелвайлд (Вашингтон)
Тангелвайлд (англ. Tanglewilde) — переписна місцевість (CDP) в США, в окрузі Тюрстон штату Вашингтон. Населення — 6265 осіб (2020).

## Географія
Тангелвайлд розташований за координатами 47°3′4″ пн. ш. 122°46′51″ зх. д. / 47.05111° пн. ш. 122.78083° зх. д. (47.051087, -122.780955).  За даними Бюро перепису населення США в 2010 році переписна місцевість мала площу 3,72 км², уся площа — суходіл.

## Демографія
Згідно з переписом 2010 року, у переписній місцевості мешкали 5892 особи в 2162 домогосподарствах у складі 1492 родин. Густота населення становила 1583 особи/км².  Було 2312 помешкання (621/км²).
Расовий склад населення:
| - 67,1 % — білих - 7,9 % — азіатів - 5,8 % — чорних або афроамериканців - 2,4 % — корінних американців - 2,0 % — вихідців з тихоокеанських островів - 6,8 % — осіб інших рас |

До двох чи більше рас належало 8,1 %. Частка іспаномовних становила 15,4 % від усіх жителів.
За віковим діапазоном населення розподілялося таким чином: 26,3 % — особи молодші 18 років, 63,1 % — особи у віці 18—64 років, 10,6 % — особи у віці 65 років та старші. Медіана віку мешканця становила 33,8 року. На 100 осіб жіночої статі у переписній місцевості припадало 93,6 чоловіків;  на 100 жінок у віці від 18 років та старших — 91,3 чоловіків також старших 18 років.
Середній дохід на одне домашнє господарство  становив 66 522 долари США (медіана — 57 500), а середній дохід на одну сім'ю — 70 938 доларів (медіана — 59 821). Медіана доходів становила 40 380 доларів для чоловіків та 37 277 доларів для жінок. За межею бідності перебувало 18,7 % осіб, у тому числі 24,1 % дітей у віці до 18 років та 2,3 % осіб у віці 65 років та старших.
Цивільне працевлаштоване населення становило 3037 осіб. Основні галузі зайнятості: мистецтво, розваги та відпочинок — 17,3 %, освіта, охорона здоров'я та соціальна допомога — 15,8 %, роздрібна торгівля — 11,3 %, науковці, спеціалісти, менеджери — 11,3 %.